# Otto Marx (Klavierbauer)
Otto Marx (* 4. März 1871 in Dresden; † 29. September 1964 in Behringersmühle, Fränkische Schweiz) war ein deutscher Musikinstrumentenrestaurator und Klavierbauer.

## Leben
Otto Marx war der jüngste von fünf Söhnen des Klavierbauers Carl Gottlieb Marx in Dresden. Nachdem er den Beruf des Vaters erlernt hatte, arbeitete er unter anderem in Stuttgart bei der Firma C.A. Pfeiffer, wo er zum Ausbilder von Walter Pfeiffer wurde und bei der Herstellung von Mechanikmodellen und Spielbarmachung historischer Klaviere tätig war. 1909 stellte ihn Wilhelm Heyer als Restaurator seines bedeutenden privaten Musikmuseums in Köln an. Als die Heyer-Sammlung 1926 an die Universität Leipzig kam, folgte ihr Marx dorthin. Seit 1930 hatte er auch engen Kontakt zu Ulrich Rück in Nürnberg, für den er als Restaurator und Experte in Sachen historische Musikinstrumente zunächst auf Honorarbasis zumeist von Leipzig aus, seit 1952 in Nürnberg im Pianohaus Rück, bis ins hohe Alter von 89 Jahren tätig war. Neben Hammerklavieren (z. B. Anton-Walter-Flügel aus dem Besitz Wolfgang Amadeus Mozarts) war Marx vor allem mit Restaurierungen von Kielklavieren und Klavichorden, aber auch von Streich- und Zupfinstrumenten betraut. Ohne Übertreibung kann gesagt werden, dass er im 20. Jahrhundert wohl der Restaurator mit dem mit Abstand größten Arbeitspensum und einer enormen Wirkung auf dem Gebiet der historischen Musikinstrumente war. Neben Restaurierungen widmete er sich, vor allem für das Haus Rück, auch dem Nachbau (z. B. Kopien von W.A. Mozarts Hammerflügel und Klavichord).

## Quelle
Nachlass Ulrich Rück im Archiv des Germanischen Nationalmuseums Nürnberg.